# Monocerellus
Monocerellus montanus és una espècie d'aranya araneomorfa de la subfamília Erigoninae, dins de la família Linyphiidae. És l'únic membre del gènere monotípic Monocerellus.
És un endemisme del nord dels Urals a Rússia.
Fou descrita per primera vegada per A. V. Tanasevitch l'any 1983,